# Uwłaszczenie chłopów

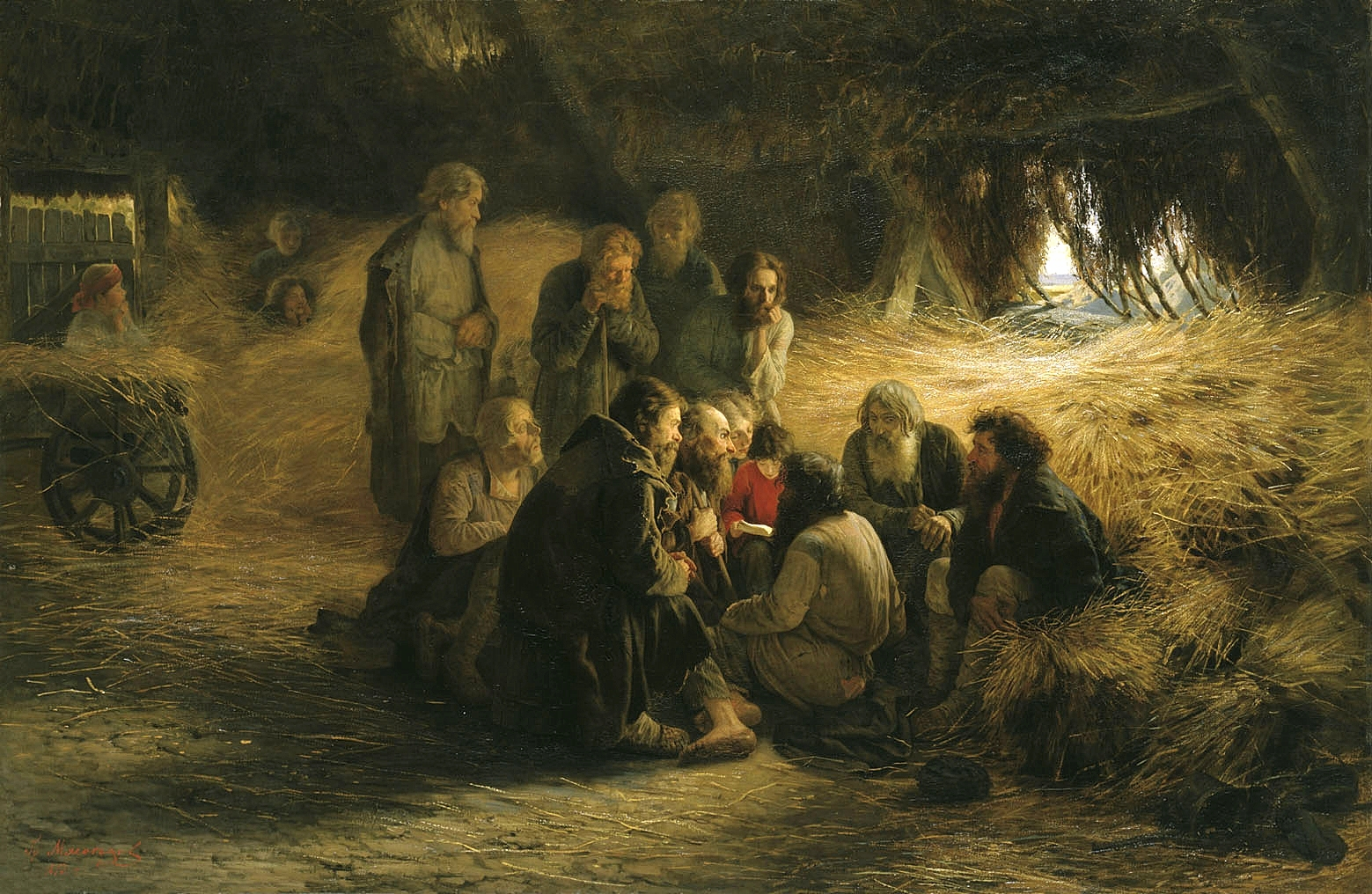
Grigorij Miasojedow: Czytanie manifestu 19 lutego 1861 roku reformy uwłaszczeniowej Aleksandra II

Uwłaszczenie chłopów – reformy przeprowadzone głównie w XIX wieku nadające chłopom na własność użytkowaną przez nich ziemię, połączone ze zniesieniem obciążeń feudalnych (pańszczyzna, czynsz).

## Historia uwłaszczenia
Uwłaszczenie było niezbędnym warunkiem wkroczenia na drogę rozwoju kapitalistycznego, uwalniało bowiem chłopów od zależności feudalnych i pozwalało zasilić rozwijające się miasta oraz przemysł. Ponadto oznaczało modernizację i unowocześnianie samego rolnictwa.
Uwłaszczenie mogło nastąpić:
- za odszkodowaniem (z rekompensatą finansową dla feudała),
- bez odszkodowania (bez tejże rekompensaty).

Odszkodowanie mógł wypłacić osobiście uwłaszczony chłop lub Skarb Państwa. W tym przypadku władze często „ukrywały” sumy odszkodowawcze w podwyższonych podatkach chłopskich, przez co realnie włościanin ponosił koszty rekompensat.
W Rosji na mocy reformy uwłaszczeniowej cara Aleksandra II Romanowa z 1861 roku, 22 558 748 chłopów zyskało wolność osobistą: nie mogli być już przedmiotem transakcji kupna i sprzedaży, zastawu i darowizny. Właściciele ziemscy stracili prawo do dowolnego przesiedlania i karania chłopów. Z kolei chłopi otrzymali prawo podejmowania aktywności przemysłowej i handlowej, zawierania umów, kształcenia się, zawierania związków małżeńskich, nabywania dóbr, przechodzenia do stanów mieszczańskiego i kupieckiego.
Przepisy ukazu carskiego z 1864 roku o uwłaszczeniu chłopów w Królestwie Polskim zapewniały uwłaszczenie pełne i natychmiastowe za odszkodowaniem, objęły wszystkie grunty znajdujące się w posiadaniu chłopów, we wszystkich rodzajach dóbr (dobra szlacheckie, dobra duchowne) oraz nakładały na uwłaszczonych chłopów podatki gruntowe. Dotyczyły one przede wszystkim kmieci, zagrodników i chałupników osadzonych dotychczas na tzw. "gruntach włościańskich". Reformy nie objęły natomiast gruntów karczmarzy, młynarzy, gajowych i służby dworskiej, które były wydzielone z gruntów folwarcznych. Ukaz nie załatwiał sprawy serwitutów dworskich, pozwalając na ich likwidację w drodze dobrowolnej umowy między chłopami a dziedzicem, z wynagrodzeniem dla chłopów. 
Wprowadzenie carskiego uwłaszczenia chłopów w Królestwie Polskim, poprzedził Manifest 22 stycznia zapowiadający uwłaszczenie i zniesienie pańszczyzny. Pomimo że uwłaszczenia chłopów polskich nie udało się wprowadzić Tymczasowemu Rządowi Narodowemu, żandarmeria powstańcza (żandarmi narodowi) surowo karała szlachtę i oficjalistów, wymuszających na chłopach odrabianie zniesionej pańszczyzny lub płacenie czynszu.  
Procesy uwłaszczeniowe zachodziły w Europie już od XV wieku i przebiegały według trzech modeli: 
- Model angielski – polegał na stopniowej likwidacji wielkiej własności ziemskiej i podziale ziemi. Proces ten trwał w Anglii od XV do XVIII wieku.
- Model francuski – polegał na długotrwałym procesie przechodzenia od rent naturalnej i odrobkowej do renty pieniężnej oraz likwidowaniu stosunków feudalnych w trybie rewolucji. Dekrety z lat 1789–1794 stały się podstawą prawną zniesienia panujących stosunków feudalnych, a chłopi stali się właścicielami użytkowanych gospodarstw bez wykupu.
- Model pruski – polegał na zachowaniu wielkiej własności ziemskiej i wykupie włościan z pańszczyzny z nadaniem im ziemi na własność[7]. Była to tzw. „pruska droga do kapitalizmu”, czyli odgórne, stopniowe uwłaszczenie chłopów za odszkodowaniem w latach 1808–1872, z zapewnieniem przewagi ekonomicznej i politycznej ziemiaństwa, tak by nie zmienić rewolucyjnie podstaw gospodarki państwa. Przejawiało się to między innymi tym że ziemianin z 1 morgi ziemi folwarcznej płacił 1 grosz srebrny i 5 fenigów podatku, natomiast chłop z 1 morgi ziemi płacił 6 groszy i 7 fenigów podatku. Nawet urzędnicy pruscy stwierdzali, że są to nadmierne ciężary fiskalne nakładane na chłopów[8].